# エルミナ城

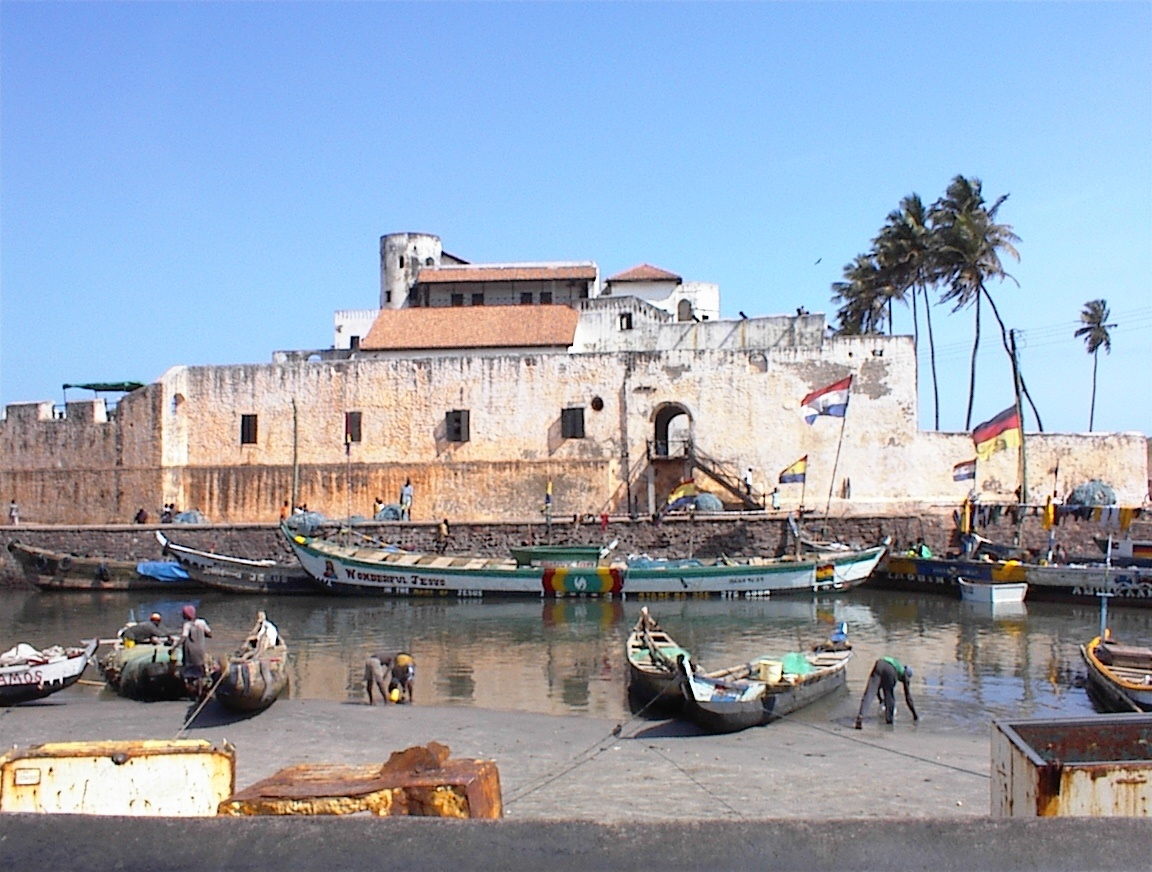
サン・ジョルジェ・ダ・ミナ城

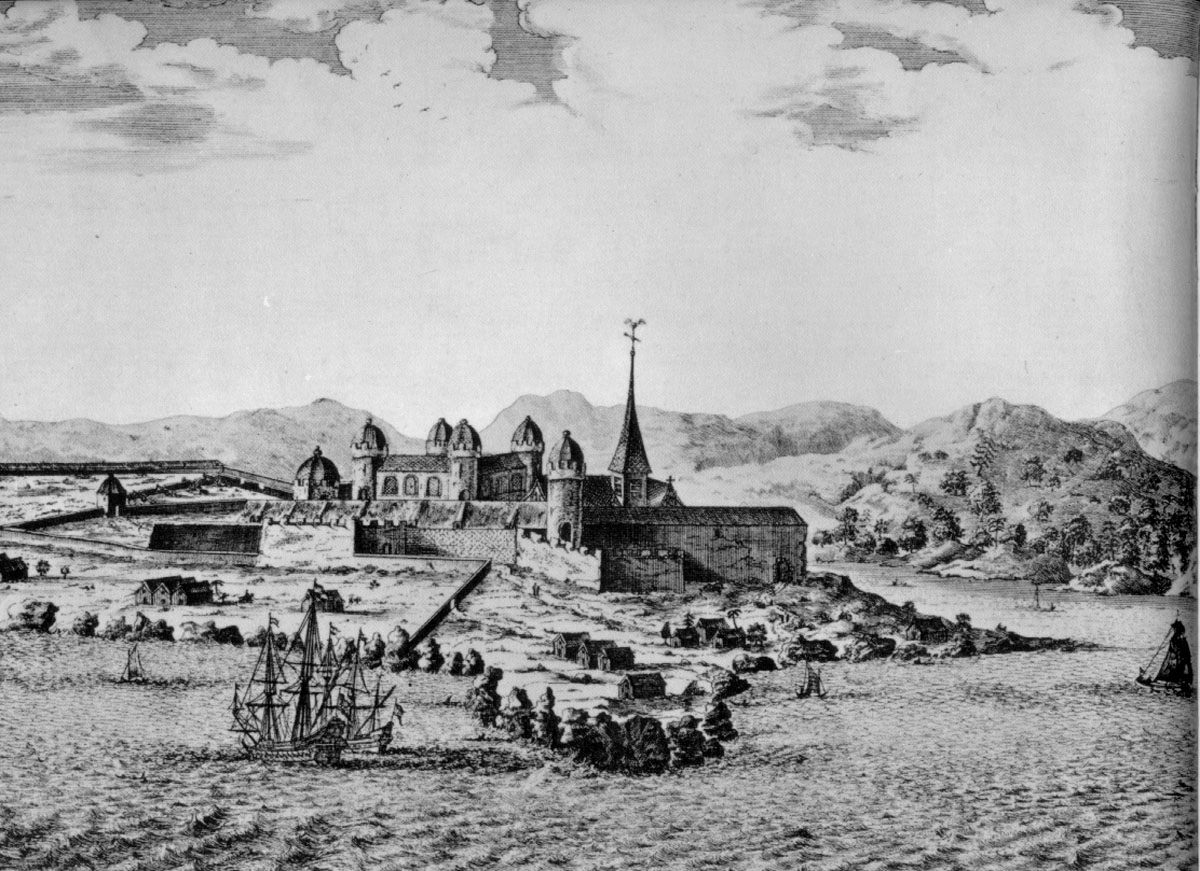
エルミナ城、海からの景色（1668年）

エルミナ城（Elmina Castle）は、現在のガーナ、エルミナに、1482年にポルトガル人によって建てられた城。サハラ以南で最古のヨーロッパ建築で、ギニア湾で最初の交易地。後に大西洋奴隷貿易の拠点となる。

## 歴史
- 15世紀、ファンティ族（英語版）が居住。エルミナはフェトゥ（Fetu）とエグアフォ（Eguafo）の領地に近接。当時のガーナ沿岸部族は部族間、スーダンの民族と貿易を行う。
- 1418年、エンリケ航海王子はアフリカ沿岸調査を派遣。調査の目的は、アフリカに豊富に存在すると考えられていた金と象牙の採取と、インドへの南海路を確立してアラブ人を介さず直接貿易を構築、アフリカでキリスト教国家を築いていたと信じられていたプレステ・ジョアンとの同盟などであった。
- 1471年（アフォンソ5世治世）、エルミナに到達。ポルトガル人がヨーロッパ人で最初に黄金海岸を発見。商人フェルナン・ゴメス（英語版）は近郊で発掘される金の貿易を開始。
- 1481年、ジョアン2世は貿易の保護を目的として砦を建設。
- 1481年12月11日、建築材料の輸送のためのキャラベル船10隻と運送船2隻が、ディオゴ・デ・アザンブージャ（英語版）の指揮のもとポルトガルより出港。
- 1482年1月19日、建築材料がエルミナに到着。クリストファー・コロンブスがこの船団に乗っていたとする学説もある。
- アザンブージャはサン・ジョルジェ・ダ・ミナ城の完成後、知事に任命される。
- 16世紀初頭、金貿易の最盛期には地球に存在する金の1/10にあたる、24,000オンスが黄金海岸から輸出された。
- 地域民はヨーロッパとの交易品を享受する一方、沿岸他部族との交易は減少した。
- 17世紀、サン・ジョルジェは大西洋奴隷貿易の主要交易地となる。アフリカ人はブラジルなどのポルトガル植民地に売り渡された。
- 1637年、城はオランダ人に占拠され、蘭領ギニア海岸（英語版）（1598年 - 1871年）の首都エルミナ城になる。オランダ人は大西洋奴隷貿易を継続。
- 1642年、オランダはポルトガル領黄金海岸（1482年 - 1642年）を占領。
- 1871年、大英帝国が占領（英領ゴールド・コースト）。
- 1957年、イギリスは英領ゴールド・コーストの独立を承認、管理は独立政府に移る。
- 1990年代、ガーナ政府により改修：Elmina Strategy 2015 。
- 1979年以降は、奴隷貿易という負の世界遺産「ヴォルタ州、グレーター・アクラ州、セントラル州、ウェスタン州の城塞群」の一つとして、ユネスコの世界遺産リストに登録されている[1]。